# Золотов, Павел Юрьевич
Па́вел Ю́рьевич Зо́лотов (род. 10 января 1962, Тамбов) — российский художник (живописец и график) и издатель.

## Биография
Павел Золотов родился 10 января 1962 года в Тамбове.
В 1977—1981 годах учился на художественно-графическом отделении Тамбовского педагогического училища № 2. В 1987—1993 годах учился в Московской государственной академии печати, окончил по специальности «Графика».
Участник региональных, областных, всероссийских и международных выставок в Бельгии, Финляндии, Польше, Германии, Чехии, Египте.
С 1997 года живёт в Тамбове.

## Участие в творческих и общественных организациях
- Член Союза художников России (с 1995)[2], председатель правления Тамбовского регионального отделения Всероссийской творческой общественной организации «Союз художников России» (2004—2013)[3]
- Член Международной коллегии художников-90 Гамбурга (Германия)[2]

## Почётные звания
- Заслуженный художник Российской Федерации[1] Почетный член Российской академии художеств

## Награды и премии
- Лауреат премии Тамбовской области имени А. М. Герасимова (2013)[1]
- Международная отметина имени отца русского футуризма Давида Бурлюка (2014)[4]

### Интервью
- Чайка Лара. Тамбовские художники не хотят разбредаться по чердакам: [Интервью с Павлом Золотовым] // Аргументы и факты — Черноземье. — 2013. — 20 февраля (№ 8).
- Ардатова Екатерина. Вдохновение – это что-то новое: [Интервью с Павлом Золотовым] // Город на Цне. — 2015. — 6 мая.